# Espostoopsis dybowskii
Espostoopsis dybowskii ist die einzige Pflanzenart der monotypischen Gattung Espostoopsis in der Familie der Kakteengewächse (Cactaceae). Der botanische Name der Gattung leitet sich vom griechischen Substantiv „ὅψις“ (opsis) für Aussehen ab und verweist auf die Ähnlichkeit mit der Gattung Espostoa. Das Artepitheton dybowskii ehrt den Botaniker und Agrarwissenschaftler Jean Dybowski.

## Beschreibung
Der strauchige, meist vom Grund verzweigende Espostoopsis dybowskii erreicht Wuchshöhen von 2 bis 4 Meter. Ihre zylindrischen, bis 8 Zentimeter Durchmesser erreichenden Stämme sind vollständig von weißen Haaren verdeckt. Die 20 bis 28 Rippen sind niedrig. Die Areolen sind mit matter, gelblicher Wolle und überreichlich weißen Haaren bedeckt. Die 2 bis 3, abstehenden, nadelartigen Mitteldornen sind gelb und 2 bis 3 Zentimeter lang. Die zahlreichen, kurzen und dünnen Randdornen sind in Haaren der Areolen verborgen. Das Cephalium entsteht seitlich und hat eine Länge von bis zu 60 Zentimetern.
Die bis zu 4 Zentimeter langen Blüten öffnen sich in der Nacht. Sie sind weiß und kurz röhren- bis glockenförmig. Der Blütenbecher ist kahl, die Blütenröhre mit sehr kleinen Schuppen besetzt. Die fast kahlen, blassrosafarbenen Früchte mit ausdauernden, schwarz werdenden Blütenrest, sind breit eiförmig geformt und weisen einen Durchmesser von bis zu 2,5 Zentimetern auf. Sie enthalten ein weißes Fruchtfleisch und reißen nicht auf. Die schwarzen, aufgeraut-warzigen Samen sind oval bis birnenförmig.

## Systematik, Verbreitung und Gefährdung
Espostoopsis dybowskii ist im Norden des brasilianischen Bundesstaat Bahia in Höhenlagen von 300 bis 750 Metern verbreitet.
Die Erstbeschreibung der Gattung erfolgte 1968 durch Franz Buxbaum. Ihre einzige Art wurde 1909 als Cereus dybowskii von Robert Roland-Gosselin zum ersten Mal beschrieben. Weitere nomenklatorische Synonyme sind Cephalocereus dybowskii (Rol.-Goss.) Britton & Rose (1920), Austrocephalocereus dybowskii (Rol.-Goss.) Backeb. (1951), Austrocephalocereus dyhowskii (Rol.-Goss.) Backeb. (1951), Gerocephalus dybowskii (Rol.-Goss.) F.Ritter (1968) und Coleocephalocereus dybowskii (Rol.-Goss.) F.H.Brandt (1981).
Ein taxonomisches Synonym der Gattung ist Gerocephalus F.Ritter (1968).
Espostoopsis dybowskii wurde in der Roten Liste gefährdeter Arten der IUCN von 2002 als „Endangered (EN)“, d. h. stark gefährdet eingestuft. Nach der Überarbeitung der Liste 2013 wird die Art als „Vulnerable (VU)“, d. h. als gefährdet geführt.

## Nachweise